# Miki
Miki (三木市 -shi) é uma cidade japonesa localizada na província de Hyogo.
Em 2003 a cidade tinha uma população estimada em 76 452 habitantes e uma densidade populacional de 636,41 h/km². Tem uma área total de 120,13 km².
Recebeu o estatuto de cidade a 1 de Junho de 1954.